# Браун, Дэвид (папуанский футболист)
Дэвид Эрик Браун (англ. David Eric Browne; 27 декабря 1995, Порт-Морсби, Папуа — Новая Гвинея) — папуанский футболист английского происхождения, нападающий клуба «ХИК» и сборной Папуа — Новой Гвинеи. Первый профессиональный футболист из Папуа — Новой Гвинеи выступающий в Европе.

## Биография
Родился 27 декабря 1995 года в городе Порт-Морсби, Папуа — Новая Гвинея. Его отец Боб Браун (ум. 2011) — англичанин, который переехал в Папуа — Новую Гвинею в 1971 году и стал самым известным карикатуристом страны. Мать Сегана родом из Центральной провинции.

### Клубная карьера

#### «Окленд Сити»
В возрасте 16 лет подписал контракт с новозеландским клубом «Окленд Сити», где сразу же попал в основную команду. В период с 2012 по 2015 год провёл за клуб 33 матча и забил 10 голов в национальном чемпионате. За это время он дважды стал чемпионом Новой Зеландии, трижды выигрывал Лигу чемпионов Океании, а в 2014 году вместе с клубом сенсационно занял третье место на клубном чемпионате мира.

#### «ПЕК Зволле»
В 2015 году Дэвид попал в число игроков, отобранных из 30 стран для участия в проекте «Nike Most Wanted Global Showcase». После проекта ему была предоставлена возможность присоединиться к футбольной академии Nike либо подписать контракт с клубом из Нидерландов. Игрок выбрал второе и подписал контракт с клубом «ПЕК Зволле», за который выступал на молодёжном уровне.

#### «Гронинген»
В июне 2016 года подписал контракт с «Гронингеном».

### Карьера в сборной
В 2011 году представлял сборную на юношеском Чемпионате Океании (до 17 лет), на котором провёл 4 матча и забил 1 гол. Дебютировал за взрослую сборную Папуа — Новой Гвинеи 23 марта 2017 года в матче отборочного раунда Чемпионата мира 2018 против сборной Таити.

## Достижения
- Победитель Лиги чемпионов ОФК (3): 2012/2013, 2013/2014, 2014/2015
- Чемпион Новой Зеландии (2): 2013/2014, 2014/2015
- Бронзовый призёр клубного чемпионата мира (1): 2014
- Обладатель АСБ Чарити кап[англ.] (1): 2013
- Обладатель Кубок президента ОФК[англ.] (1): 2014
- Чемпион Финляндии (1): 2020
- Обладатель кубка Финляндии (1): 2020